# Vörös gorál
A vörös gorál (Naemorhedus baileyi) az emlősök (Mammalia) osztályának párosujjú patások (Artiodactyla) rendjébe, ezen belül a tülkösszarvúak (Bovidae) családjába és a kecskeformák (Caprinae) alcsaládjába tartozó faj.

## Előfordulása
Erdőkben él, Kína, India és Mianmar határvidékén. A világpopuláció 2011-ben, 10 000 példányt számlál, a fajra leselkedő veszélyeztető források: élőhelyének urbanizálása és a vadászata.
A Természetvédelmi Világszövetség (IUCN) vörös listája a sebezhető kategóriába sorolja a fajt. Kihalásának elkerülésének érdekében létrehozták a Hkakabo-Razi Nemzeti Parkot, ami a két ázsiai ország – Kína, Mianmar – területén fekszik. A kínai Sanghaj Zooban (állatkert) van egy tenyészcsorda.

## Megjelenése
Bundája sárgásvörös színű, hátán barna – a végén vörös – csík húzódik. 100 cm hosszú és 20-30 kg tömegű állat.

## Életmódja
Nappal, kora reggel és este legeli perjefélékből álló táplálékát. Kis csordákban (3 fős) él.

## Szaporodása
Csak a párzási időszakban (szeptember–november) mennek a bakok a nőstények közelébe, akkor a bakok összetűzésbe kerülnek egymással a nőstényekért. A bakok Flehmen-reakcióval szimatolják ki, hogy melyik nőstény érett a szaporodásra. A gidák 2 évig maradnak az anyaállattal.